# Les Cinémas du Grütli
Les Cinémas du Grütli est une fondation de droit privé qui gère deux salles de cinéma à Genève, les Cinémas du Grütli. L'institution a pour mission de programmer à la fois des films anciens et des films art et essai.

## Historique

### Centre d'Animation Cinématographique

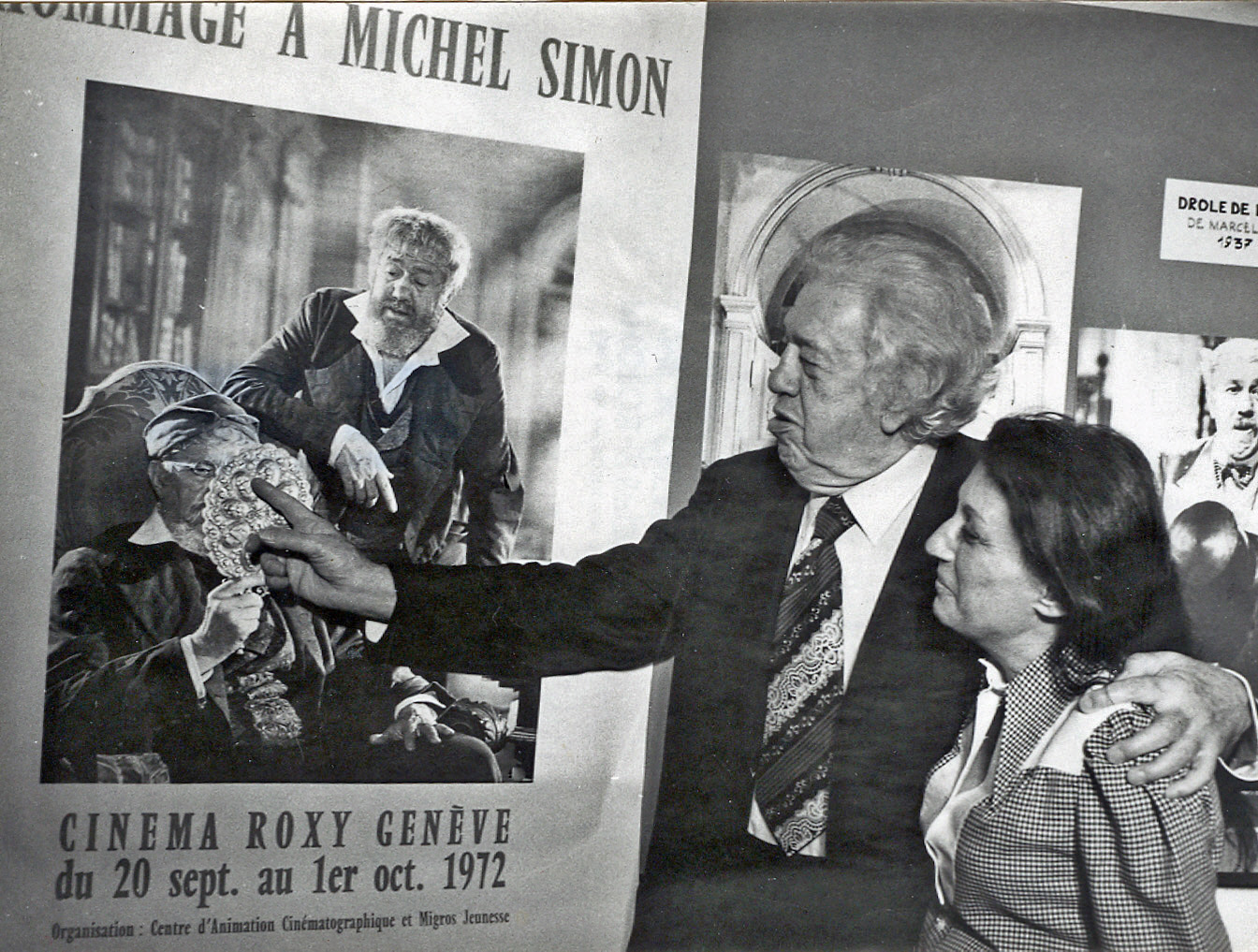
Michel Simon au CAC en 1972 à l'occasion de son hommage.

Les Cinémas du Grütli sont créés en janvier 2011 et font suite au Centre d'Animation Cinématographique Voltaire. Le CAC Voltaire est fondé en 1971 par Claude Richardet (producteur et professeur de cinéma) et François Roulet (ancien collaborateur de la cinémathèque d’Alger) dans l'ancien cinéma Roxy à la rue Voltaire 27.
La programmation du CAC-Voltaire débute en 1972 par un hommage à Michel Simon en sa présence, le très grand succès de cette rétrospective à l'acteur genevois permet d'obtenir des subventions du canton de Genève et de la ville de Genève.

### Cinémas du Grütli

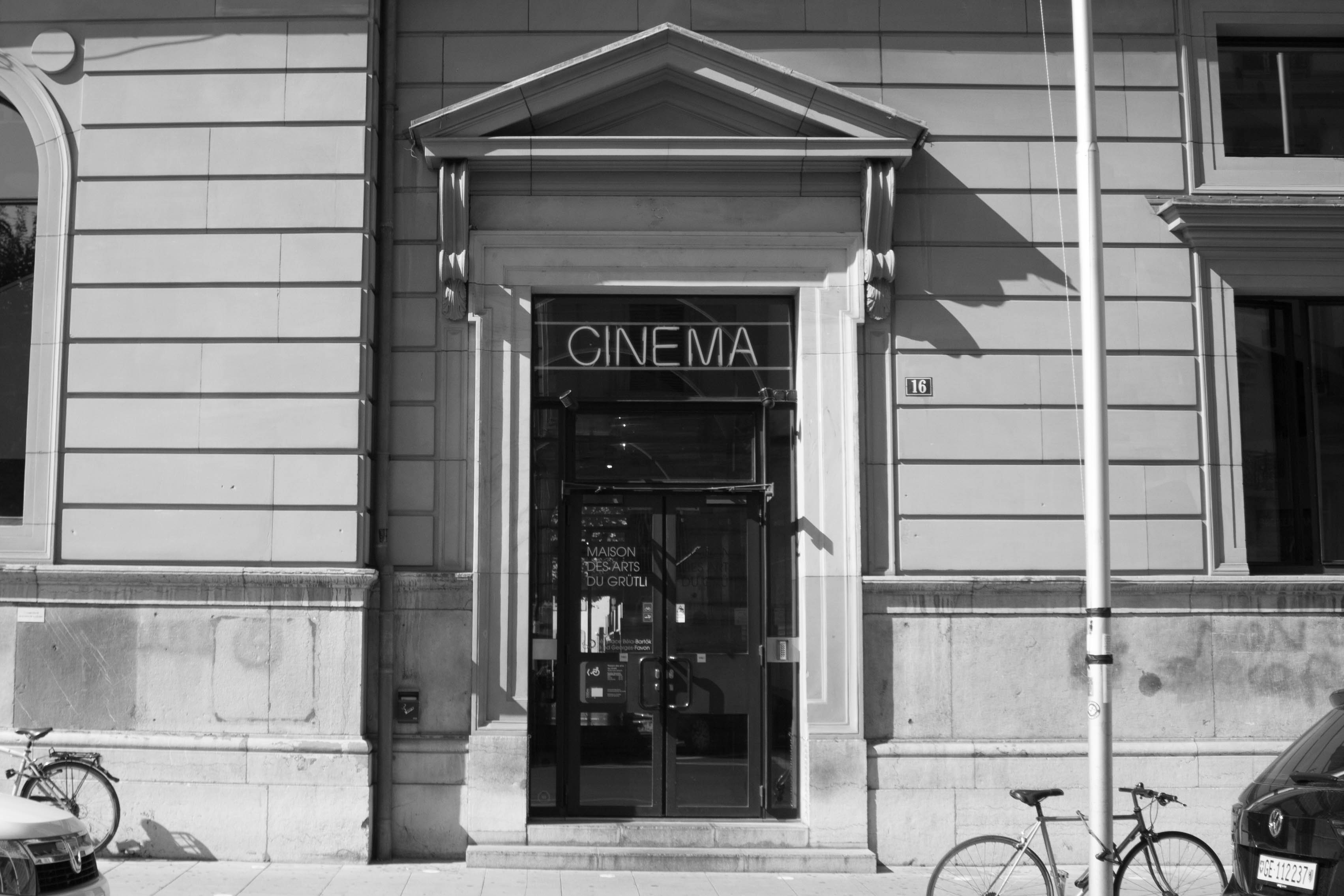
L'entrée des cinémas du Grütli.

Lors du déménagement du CAC Voltaire au Grütli en 1977, le critique de cinéma Rui Nogueira prend la direction et il lui donne une nouvelle impulsion avec sa femme Nicoletta Zalaffi durant 33 ans.
En 2010, Edouard Waintrop prend ensuite la direction de la nouvelle structure qui remplace le CAC Voltaire.
Puis en 2020, il est remplacé par le programmateur italien de festival de cinéma Paolo Moretti. Ce dernier est également responsable du département cinéma de l'Ecole cantonale d'art de Lausanne. Alfio di Guardo, directeur-adjoint, est le responsable des programmes jusqu'en octobre 2023.

## Programmation
Les Cinémas du Grütli proposent une programmation nourrie par le patrimoine et les cinématographies émergentes. Elle s’articule autour de films inédits, de cycles de répertoire, de thématiques, de rétrospectives de cinéastes et d'acteurs, de films pour le jeune public et de cinéma art et essai,.
En 50 ans, le CAC-Voltaire puis les Cinémas du Grütli ont attiré près de 3 millions de spectateurs pour plus de 250'000 films présentés. Cette programmation a contribué de manière essentielle à la vie culturelle genevoise .

## Fréquentation
Les Cinémas du Grütli ont connu une croissance continue de leur fréquentation au cours des dernières années. En 2022, ils ont enregistré 60 260 entrées, établissant un nouveau record à l'époque. Cette tendance s'est poursuivie en 2023 avec 84 961 entrées (hors festivals), soit une augmentation de 46 % par rapport à 2019. En 2024, l'établissement a franchi une nouvelle étape en atteignant 99 248 entrées, représentant une hausse de 101 % par rapport à la moyenne des années 2017 à 2019.
Parallèlement, la fréquentation des jeunes et des étudiants a fortement progressé, avec un nombre d’entrées passant de 4 374 en 2019 à 10 678 en 2024. Les entrées effectuées avec la carte 20ans20francs, destinée aux moins de 21 ans, ont également connu une hausse marquée, passant de 876 en 2019 à 3 506 en 2024.